# Pany Varela
Anilton César Varela Silva (Tarrafal, Cabo Verde, 25 de febrero de 1989), conocido deportivamente como Pany Varela, es un jugador de fútbol sala portugués, nacido en Cabo Verde que juega en el Al-Nassr Futsal Club y en la Selección de Portugal.

## Trayectoria
Nació en Cabo Verde, Varela se mudó al barrio ICeSa en Vialonga,Portugal en 1999 y comenzó a jugar fútbol sala para el club local Os Patuscos. Después de cuatro temporadas se marchó al UDC Forte da Casa, en 2006 se fue al equipo juvenil del Benfica, permaneciendo solo un año en el juvenil y ganándose un lugar en el primer equipo en 2008. Durante los tres años que pasó en el Benfica, ganó dos títulos de liga, dos copas, dos supercopas y fue parte del equipo que ganó la UEFA Futsal Champions League de 2009-10.
El 29 de diciembre de 2011, fue cedido para ganar experiencia, uniéndose al Belenenses con un contrato de seis meses. Se trasladó a Olivais el 19 de agosto de 2012, en una situación similar, pero por una temporada.
El 16 de junio de 2013, se trasladó al  AD Fundão con un contrato permanente. En el primer año allí, ayudó al club a ganar su primer título, la Copa de Portugal, además de llegar a la final de los playoffs de liga. Después de tres años, volvió a Lisboa para jugar en el Sporting CP, uniéndose a ellos el 19 de julio de 2016. Consiguió llegar a dos finales consecutivas de la UEFA Futsal Champions League en 2016-17 y 2017-18. En los premios Futsal Awards fue galardonado como el mejor jugador del mundo del año 2022.Después de 8 temporadas en el Sporting y tras 336 partidos, 126 goles y 23 títulos, entre ellos 6 ligas y 2 Champions League se marcha con 35 años al Al-Nassr Futsal Club de Arabia Saudí firmando hasta 2026.

## Selección nacional
Debutó con la Selección de Portugal el 22 de junio de 2015 y desde entonces se ha convertido en una pieza clave para su selección. Ha disputado tres Eurocopas en 2016, 2018 y 2022, un Mundial en 2021 y una Finalissima en 2022.
Fue clave en la final del Mundial de 2021 en la que ganó Portugal 2 a 1 frente a Argentina metiendo Pany un doblete histórico para Portugal para así conseguir su primer Mundial.
Ha logrado en total cuatro títulos con la selección dónde hay dos Eurocopas (2018,2022), un Mundial (2021) y una Finalissima lograda en (2022).

## Estadísticas

### Clubes
Actualizado al último partido disputado el 11 de junio de 2024.
| Club                 | País           | Año             | Partidos | Goles |
| -------------------- | -------------- | --------------- | -------- | ----- |
| SL Benfica           | Portugal       | 2008-2011       | 24       | 1     |
| Belenenses           | Portugal       | 2011-2012       | -        | -     |
| Olivais              | Portugal       | 2012-2013       | 8        | 4     |
| AD Fundão            | Portugal       | 2013-2016       | 65       | 46    |
| Sporting CP          | Portugal       | 2016-2024       | 336      | 126   |
| Al-Nassr Futsal Club | Arabia Saudita | 2024-actualidad | 0        | 0     |

### Fases finales con la selección absoluta
| Torneo           | Sede         | Resultado        | Partidos | Goles |
| ---------------- | ------------ | ---------------- | -------- | ----- |
| Eurocopa 2016    | Serbia       | Cuartos de final | 1        | 0     |
| Eurocopa 2018    | Eslovenia    | Campeón          | 5        | 1     |
| Mundial 2021     | Lituania     | Campeón          | 7        | 8     |
| Eurocopa 2022    | Países Bajos | Campeón          | 6        | 4     |
| Finalissima 2022 | Argentina    | Campeón          | 2        | 1     |
| Mundial 2024     | Uzbekistán   | Por disputar     | -        | -     |

## Palmarés

### SL Benfica
- Liga de Portugal (2): 2008/09, 20011/12.
- Copa de Portugal (2): 2008/09, 20011/12.
- Supercopa de Portugal (2): 2009, 2011.
- UEFA Futsal Champions League (1): 2009/10.

### AD Fundão
- Copa de Portugal (1): 2013/14.

### Sporting CP
- Liga de Portugal (6): 2016/17, 2017/18, 2020/21, 2021/22, 2022/23, 2023/24.
- Copa de Portugal (4): 2017/18, 2018/19, 2019/20, 2021/22.
- Copa de la liga de Portugal (4): 2016/17, 2020/21, 2021/22, 2023/24.
- Supercopa de Portugal (5): 2017, 2018, 2019, 2021, 2022.
- AF Lisboa Futsal Copa de Honor (2): 2016/17, 2017/18.
- UEFA Futsal Champions League (2): 2018/19, 2020/21.

### Selección de Portugal
- Eurocopa (2)ː 2018, 2022.
- Mundial (1)ː 2021.
- Finalissima (1)ː 2022.

### Distinciones individuales
Balón de Plata Mundial 2021
Bota de Plata Mundial 2021
Futsal Awards Mejor Jugador del Mundo 2022
El 10 de febrero de 2018 se le concedió el grado de Comendador de la Orden del Mérito de Portugal. El 4 de octubre de 2021 se le concedió el grado de Comandante de la Orden del Infante D. Henrique.